# Груинци
Груинци (на сръбски: Грујинци или Grujinci) е село в община Босилеград, Сърбия. Има население от 63 жители (по преброяване от септември 2011 г.).

## Демография
- 1948 – 474
- 1953 – 486
- 1961 – 416
- 1971 – 343
- 1981 – 210
- 1991 – 160
- 2002 – 93
- 2011 – 63

## Етнически състав
(2002)
- 96,77% българи
- 2,15% украинци

## История
В подробен регистър на джелепкешаните от 1576 година са отбелязани десет  джелепкешани в село Груинча.
През 1919 година Ньойският договор разделя село Груинци на две и на следващата година по-голямата част от него влиза в границите на новосформираното Кралството на сърби, хървати и словенци, а една от махалите му (Гелчина махала) остава на територията на България. От село Груинци произхожда големият поет Емануил Попдимитров, син на свещеник поп Димитрия, който подло е убит от сърбомани.

## Личности
Родени в Груинци
- Васил Коритаров (1887 – 1923), български комунист
- Емануил Попдимитров (1885 – 1943), български писател